# تروفا
تروفا (به پرتغالی: Trofa) یک شهرداری در پرتغال است که در ناحیه پورتو واقع شده‌است. تروفا ۷۲٫۰۲ کیلومتر مربع مساحت و ۴۹٬۸۹۷ نفر جمعیت دارد.